# تيس هوليداي
تيس هوليداي (بالإنجليزية: Tess Holliday)‏ أو تيس مونستر «هوليدا»: هو أسم عائلة خطيبها وهي مواليد 5 يوليو 1985 في مسيسيبي، الولايات المتحدة، عارضة إزياء أشتهرت بوزنها الزائد وقوامها السمين و
تيس هوليداي، هي «أسمن» عارضة أزياء، إذ يبلغ مقاسها بين نساء بريطانيا 26، بينما بلغت مقاس 22 بين الأمريكيات، وهي تزن حوالي 130 كيلو جرامًا، لكن رُغم ذلك تبدو جميلة، ويبدو وزنها الزائد متناسق نوعًا ما. «هوليداي» التي تغطي معظم جسدها بالوشوم، تعاقدت مع شركة أزياء، لتسويق خط ملابس جديد للنساء الممتلئات.
تقول «تيس» عن ما تفعله «ليس هُناك طريقة واحدة لتكوني امرأة، أو طريقة واحدة لتكوني جميلة.. كل امرأة تستحق مكانًا».
في عام 2014، استقالت هوليدي من وظيفتها اليومية في عيادة طب الأسنان، لمتابعة مهنة عرض الأزياء. انتشر لها فيديو في مايو 2014 مع نادية أبو الحسن وهي تقوم بالرقص على أغنية بيونسيه. لاقى المقطع صدى واسع في وسائل التواصل الاجتماعي من خلال نشره في هاشتاق #everyBODYisflawless، في سبتمبر من ذلك العام، قابلها جاكوب سوبوروف وميغان ماكين على برنامجهم اليومي.

## وصلات خارجية
- تيس هوليداي على موقع IMDb (الإنجليزية)
- الموقع الإلكتروني